# Lubécourt
Lubécourt là một xã trong vùng hành chính Lothringen, thuộc tỉnh Moselle, quận Château-Salins, tổng Château-Salins. Tọa độ địa lý của xã là 48° 50' vĩ độ bắc, 06° 30' kinh độ đông. Lubécourt nằm trên độ cao trung bình là m mét trên mực nước biển, có điểm thấp nhất là 203 mét và điểm cao nhất là 358 mét. Xã có diện tích 3,45 km², dân số vào thời điểm 1999 là 57 người; mật độ dân số là 16 người/km². Lubécourt nằm 3 km về phía bắc của Château-Salins.

## Thông tin nhân khẩu
| 1962 | 1968 | 1975 | 1982 | 1990 | 1999 |
| ---- | ---- | ---- | ---- | ---- | ---- |
| 53   | 69   | 55   | 58   | 55   | 57   |